# Ken Ashbridge
Kenneth „Ken“ Ashbridge (* 12. November 1916 in Burnley; † Januar 2002) war ein englischer Fußballspieler. Der Torhüter gehörte in den 1930er Jahren mehrere Jahre als Profi dem FC Burnley und Halifax Town an.

## Karriere
Im Mai 1930 spielte Ashbridge in einer Schülerauswahl von Lancashire gegen Yorkshire. In den folgenden Jahren spielte er für den Burnley Lads Club, durchlief die verschiedenen Mannschaften des Klubs. Zur Saison 1934/35 rückte er in die erste Mannschaft auf und repräsentierte die Sunday School League in einem Ligavergleich mit der Rossendale Sunday School Union. Mit seinen Leistungen machte er auch den örtlichen Profiklub FC Burnley auf sich aufmerksam. Ashbridge kam im September 1935 als Testspieler erstmals für die dritte Mannschaft Burnleys zum Einsatz, im November 1935 wurde er Profi bei Burnley.
Nach dem Abgang von Alex Scott im Februar 1936 wurde Tom Hetherington neuer Stammkeeper und Ashbridge rückte in die in der Central League spielende Reservemannschaft auf. Mit der Erfahrung von elf Reservespielen stand Ashbridge im April 1936 anlässlich eines Auswärtsspiels in der Second Division beim späteren Staffelmeister Manchester United erstmals im Aufgebot der ersten Mannschaft auf, da die beiden regulären Torhüter Hetherington und Ted Adams verletzungsbedingt ausfielen. Drei Tage zuvor hatten sich die beiden Mannschaften im Hinspiel noch mit 2:2 getrennt, das Rückspiel am Ostermontag 1936 vor fast 40.000 Zuschauern im Old Trafford ging hingegen mit 0:4 verloren. Ashbridge wurde als „übernervös“ beschrieben, der nach Meinung des „Burnley Express“ bei der 0:4-Niederlage eine „Feuerprobe, die er bald vergessen wird“ verlebte. Bezüglich der ersten drei Gegentoren bewertete die Zeitung: „trugen andere Mitglieder der Defensive gleichermaßen Verantwortung wie der junge Torhüter.“ In den folgenden beiden Spielzeiten zählte Ashbridge weiterhin hinter Adams und Hetherington zum Kader der ersten Mannschaft, Einsätze beschränkten sich aber auf die Reserveteams des Klubs. Im April 1938 gehörte er zu den sieben Burnley-Profis, denen ein ablösefreier Vereinswechsel gestattet wurde.
Ende September 1938 begann er beim Drittligisten Halifax Town ein einmonatiges Probetraining und kam dabei für das Reserveteam in der Yorkshire League zum Einsatz. Mitte Oktober erhielt er einen Vertrag bis Saisonende, der lokale Halifax Evening Courier vermerkte hierzu: „Town-Fans werden erfreut sein zu hören, dass Ashbridge, der seit seinem fehlerbehafteten Debüt fabelhafte Form zeigte, einen Profivertrag unterzeichnet hat.“ In der Folge fand er wiederholt lobend Erwähnung in Spielberichten des Reserveteams von Halifax, angesichts einer 3:9-Niederlage Mitte Dezember 1938 gegen Bridlington vermerkte der Korrespondent des Halifax Evening Courier: „Torhüter Ashbridge kann nicht in die Defensivkritik eingeschlossen werden. Durch versiertes Torhüterspiel vereitelte er unablässig Bridlingtons Angriffe. Ashbridge hatte eine undankbare Aufgabe. Seine Verteidiger und der Mittelläufer gewährten ihm nicht die korrekte Absicherung.“ Auch zwei Wochen später wurde er trotz einer 3:4-Niederlage gegen Goole Town erneut aus der Defensive von Halifax herausgehoben. Angesichts von 112 Gegentoren, die die Reservemannschaft in der Ligasaison 1938/39 kassierte, blieb aber auch Kritik nicht aus, im April 1939 wurden ihm zwei späte Gegentore bei einer 3:5-Niederlage gegen Barnsleys dritte Mannschaft presseseitig angekreidet.
In der ersten Mannschaft war Charlie Briggs Stammtorhüter, Ashbridge bestritt sein einziges Pflichtspiel in einer Partie der Third Division North im März 1939 bei einem 2:2-Unentschieden bei Crewe Alexandra, als Briggs erkrankt ausfiel. Mit mehreren Paraden trug Ashbridge zu einem Punktgewinn bei. Am Saisonende verließ er den Klub, beendete seine Laufbahn und nahm eine Tätigkeit bei den Buchprüfern Kneeshaw, Moffatt and Co. auf.
Nach dem Ausbruch der Zweiten Weltkriegs trat er der British Army bei und diente im Range eines Sergeants beim Royal Army Ordnance Corps in Frankreich. Im Juni 1940 wurde die Heirat des Ex-Fußballers mit Ethel Gelling vermeldet. Die Ehe wurde 1954 geschieden.